# Polydesmus conspersus
Polydesmus conspersus är en mångfotingart som beskrevs av Perty 1833. Polydesmus conspersus ingår i släktet Polydesmus och familjen plattdubbelfotingar. Inga underarter finns listade i Catalogue of Life.